# 21-я добровольческая горнопехотная дивизия СС «Скандербег» (1-я албанская)
21-я добровольческая горнопехотная дивизия СС «Скандербег» (1-я албанская) (нем. 21. Waffen-Gebirgs-Division der SS „Skanderbeg“ (albanische Nr.1), алб. SS Skënderbeu) — горнопехотная дивизия войск СС нацистской Германии, сформированная из албанских добровольцев и существовавшая с мая по ноябрь 1944 года. Ядро дивизии составлял батальон албанских коллаборационистов, воевавших против югославских партизан в Восточной Боснии ещё в составе 13-й добровольческой горнопехотной дивизии СС «Ханджар». Помимо албанцев-мусульман, в дивизии несли службу югославские фольксдойче, занимавшие посты младших и старших офицеров. 21-я дивизия была названа в честь албанского национального героя Скандербега, который в течение более 20 лет успешно отражал нападения Османской империи на Албанское княжество в XV веке.
Несмотря на статус дивизии, соединение СС «Скандербег» по численности не превышало 7 тысяч человек, что примерно соответствовало численности одной бригады вермахта. Албанцы участвовали в нескольких малозначительных операциях вермахта на Балканах: во время операции «Драуфгенгер» в Черногории летом 1944 года «Скандербег» охранял шахты по добыче хрома в Косово, однако при нападении партизан дивизия была разбита, а её выжившие военнослужащие дезертировали или попали в плен к партизанам. В конце 1944 года в состав дивизии включили моряков кригсмарине, сократив число этнических албанцев менее чем до 500 человек, однако даже это не спасло дивизию от разгрома во время Косовской операции в ноябре. Формально дивизия была расформирована 1 ноября 1944 года, а выживших солдат определили в 7-ю горнопехотную дивизию СС «Принц Евгений».
21-я добровольческая дивизия СС была известна на Балканах своими военными преступлениями против неалбанского гражданского населения (в основном против евреев и сербов). Так, в мае 1944 года албанскими эсэсовцами в Приштине был арестован 281 житель еврейского происхождения, и все арестованные были помещены в концлагерь Берген-Бельзен, где умерли от истощения или были убиты охраной. Военнослужащим дивизии также приписываются многочисленные изнасилования женщин и убийства сербов в Косово и Метохии. Командир дивизии бригадефюрер СС Август Шмидхубер в 1947 году был осуждён в Белграде за военные преступления и казнён.

## История

### Предпосылки создания

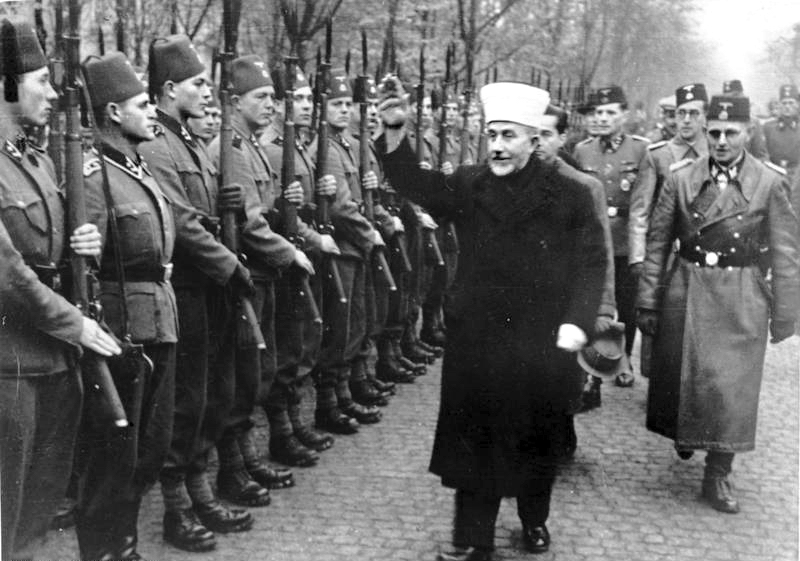
Амин аль-Хусейни, муфтий Иерусалима, приветствует военнослужащих 13-й горнопехотной дивизии СС «Ханджар» (ноябрь 1943). В дивизии было не менее тысячи албанцев из Косово и Санджака наряду с боснийскими мусульманами и хорватами. Албанцы позднее стали ядром 21-й дивизии СС «Скандербег».

7 апреля 1939 года, за пять месяцев до принятой в историографии даты начала Второй мировой войны, Италия вторглась в Албанское королевство. Страна была захвачена всего за пять дней, после чего Национальное конституционное собрание Албании провозгласило личную унию с Итальянским королевством, а короля Италии Виктора Эммануила III — королём Албании. Для непосредственного управления Албанией был назначен вице-король, Королевская албанская армия была расформирована, а её подразделения были включены в Королевскую итальянскую армию. 6 апреля 1941 года началась Апрельская война стран оси против Югославии, в ходе которой к итальянской Албании были присоединены входившие в состав Югославии Вардарская и Моравская бановины, а также Косово. Албанцы, проживавшие на присоединённых территориях, приветствовали этот шаг итальянских властей. Ряд косовских албанцев для получения большей поддержки от стран оси стал распространять лозунги об албанцах как об «арийцах иллирийского происхождения». Несмотря на то, что Албания управлялась извне Италией, косовским албанцам разрешалось открывать албаноязычные школы, что ранее запрещалось югославскими властями, репатриировавшимся косоварам предоставлялось албанское гражданство, в Албании разрешалось вывешивать албанский флаг на государственных учреждениях и домах. Для большего самоутверждения косовские албанцы решили потребовать своеобразную «компенсацию» от сербов и черногорцев, проживавших рядом, за угнетения и притеснения со времён Балканских войн и вплоть до Апрельской войны, которым подвергались в Королевстве Югославии. Это вылилось в то, что итальянцы изгнали из Косово всех сербов и черногорцев, переселившихся туда в межвоенный период. Албанцы же этим не ограничились и сожгли дома более чем 30 тысяч сербов и черногорцев.
В 1943 году Италия вышла из войны, и в августе того же года для сохранения контроля над бывшими итальянскими владениями немцы ввели на территорию балканских владений Италии 2-ю танковую армию генерала-полковника Лотара Рендулича. Албания была занята 21-м горным корпусом, подчинявшимся 2-й танковой армии. В албанской столице Тиране была устроена штаб-квартира Рендулича и специального представителя Гиммлера бригадефюрера СС Йозефа Фитцхума. Немцы подчинили себе все албанские подразделения итальянской армии, в том числе и антикоммунистическое националистическое движение «Балли Комбетар», усилили все подразделения албанской армии и жандармерии, однако вскоре командование вермахта и СС решило, что доверять албанским частям в полной мере нельзя. В том же году в 13-ю горнопехотную (1-ю хорватскую) дивизию СС «Ханджар» были завербованы около тысячи этнических албанцев из Косово и Санджака, из которых был сформирован 1-й батальон 2-го полка (I/2 батальон), позднее переименованный в 1-й батальон 28-го полка (I/28 батальон). Позднее в ту же дивизию направили ещё 500 человек из Санджака.
Идея создания албанской дивизии СС принадлежала спецпредставителю Гиммлера Йозефу Фитцхуму, чему сразу воспротивились представитель министерства иностранных дел Германии на Балканах Герман Нойбахер и начальник Главного управления имперской безопасности СС обергруппенфюрер Эрнст Кальтенбруннер (последний убедил Генриха Гиммлера отклонить идею). Тем не менее, албанское правительство поддержало инициативу создания дивизии, и в условиях нараставших трудностей Гиммлер вынужден был согласиться. В феврале 1944 года Гитлер одобрил идею.

### Образование
В феврале 1944 года Гитлер одобрил создание албанской дивизии войск СС, которая должна была нести воинскую службу на территории Косова и защищать этнических албанцев, находясь при этом в подчинении немецкого командования. Вместе с 13-й горнопехотной дивизией СС «Ханджар» и 23-й горнопехотной дивизией СС «Кама» албанская дивизия стала третьей мусульманской дивизией войск СС, служившей на Балканах. Целью действий Гиммлера стало расширение влияния войск СС на Балканах и создание двух корпусов по две дивизии в каждом, один из которых должен был нести службу в Боснии, тогда входившей в состав Независимого государства Хорватии, а второй — в Албании. В перспективе к ним планировалось присоединить 7-ю добровольческую горнопехотную дивизию СС «Принц Евгений», состоявшую из фольксдойче, и тем самым образовать большую горную армию войск СС из пяти дивизий.

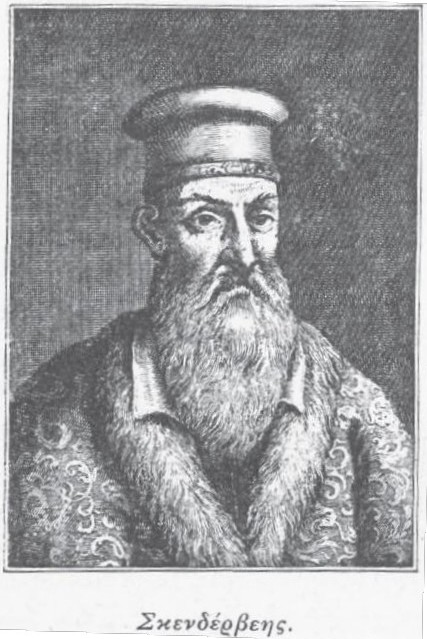
Георгий Кастриоти, известный как Скандербег — албанский национальный герой, в честь которого и была названа дивизия

В марте 1944 года Бедри Пеяни, председатель Второй Призренской лиги (организации, защищавшей интересы косовских албанцев после капитуляции Италии), предложил Гитлеру сформировать из албанских добровольцев численностью от 120 до 150 тысяч части для борьбы с югославскими и албанскими партизанами. Пеяни обратился к германскому руководству с просьбой предоставить албанцам оружие и припасы для борьбы с коммунистами и расширить албанские границы вплоть до границ Недичевской Сербии и Германской Черногории, управлявшихся германской военной администрацией. В обеих просьбах был отказано, но в апреле 1944 года Гиммлер отдал приказ о формировании новой албанской добровольческой дивизии, названной «Скандербег» в честь средневекового албанского военачальника Георга Кастриота, носившего это прозвище. Активное участие в формировании дивизии принял министр внутренних дел коллаборационистского правительства, один из руководителей Балли Комбетар Джафер Дева.
К этому моменту немцы и албанское руководство рассчитывали набрать 50 тысяч человек для службы в войсках СС. СС поначалу рассчитывало завербовать 10—12 тысяч албанцев для службы в дивизии, а Гиммлер рассматривал албанцев-мусульман как ядро армии, предназначенной для борьбы с югославскими партизанами. Последним было крайне трудно вербовать албанцев в свои ряды. Косовские албанцы казались немцам более надёжными бойцами нежели уроженцы собственно Албании, поскольку косовары, составлявшие большую часть военнослужащих новой дивизии, опасались возврата Косово в состав Югославии. Уровень подготовки албанцев был низок: лишь 6 тысяч человек были признаны пригодными к обучению. 1500 новобранцев были набраны из захваченных в плен солдат Королевской югославской армии. Также в число этих добровольцев вошли бывшие военнослужащие албанской армии и жандармерии, обычные добровольцы и призывники из многодетных семей (не менее двух сыновей в каждой семье). Отбор добровольцев вёлся немцами совместно с албанским марионеточным правительством.
17 апреля 1944 года албанский батальон 13-й дивизии СС был выведен из боя в Боснии и по железной дороге перевезён в Косово для того, чтобы влиться в новую дивизию «Скандербег». 1 мая дивизия получила полное официальное название — «21-я горнопехотная дивизия войск СС „Скандербег“ (1-я албанская)» (нем. 21. Waffen-SS Gebirgsdivision der SS Skanderbeg (albanische Nr.1)) — и вошла в состав 21-го горного корпуса. Артиллерийский полк дивизии был создан на основе 1-го албанского артиллерийского полка. Командиром дивизии стал штандартенфюрер СС (с июня 1944 — оберфюрер СС) Август Шмидтхубер. Личный состав дивизии, по разным данным, насчитывал от 6 тысяч до 6,5 тысяч человек. Солдаты дивизии присягали на Коране, обязуясь вести «джихад против неверных». На вооружении дивизии имелись захваченные итальянские танки M15/42, показавшие низкую техническую надёжность. Гарнизон дивизии располагался в городе Призрен.
Руководитель военного комиссариата войск СС обергруппенфюрер Готтлоб Бергер докладывал Гиммлеру, что албанцы были весьма недовольны отъездом в Косово.

### Операции и преступления

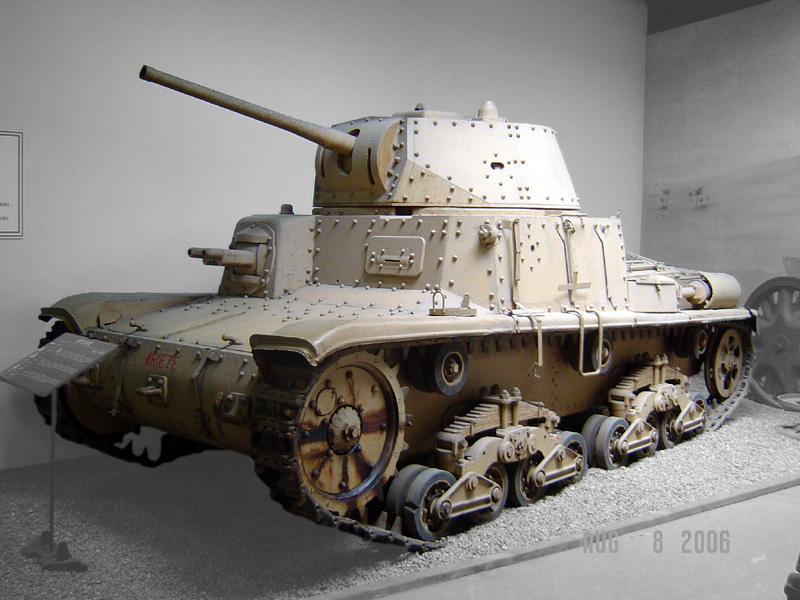
Итальянский танк M15/42

23 мая 1944 года Фитцхум доложил о первых неудачах албанских частей в боях с партизанами и о роспуске сразу четырёх батальонов, созданных вермахтом. По словам генерала, большинство албанских офицеров армии и жандармерии были жадными, бесполезными, недисциплинированными и не способными к учёбе. Большую часть офицеров и унтер-офицеров дивизии составили немцы, переведённые из 7-й и 13-й дивизий СС, что ослабило эти дивизии. Вскоре немцы убедились, что большинство албанцев-мусульман, служивших в дивизии, были заинтересованы не столько в службе, сколько в уничтожении сербов-христиан и евреев. 14 мая албанцы устроили в Приштине еврейский погром, арестовав 281 еврея и передав всех пленных в руки немцам. Те отправили пленных в концлагерь Берген-Бельзен, где большинство евреев погибли. Историк Ноэль Малкольм назвал это событие «величайшим позором в военной истории Косово». Также «Скандербег» обвиняется в изгнании 10 тысяч славянских семей из Косово, места которых заняли албанцы, прибывшие из бедных районов Северной Албании с разрешения итальянских властей (за годы войны в Косово перебрались 72 тысячи албанцев). Подобные случаи террора происходили всё чаще и чаще. Дивизия также устраивала резню албанских партизан, однако чаще всего она была причастна именно к убийствам, изнасилованиям и избиениям сербов, а также арестам евреев. В военных операциях с участием сил вермахта и СС дивизия практически не была замечена. Всего же с 28 мая по 5 июля 1944 дивизия арестовала и передала в руки немцев 510 евреев, коммунистов и антифашистов. Регулярно она вешала всех диверсантов, дезертиров и перебежчиков. Чтобы остановить албанцев, немцы разоружили батальоны дивизии в городах Печ и Призрен, арестовав албанских офицеров и отправив одного командира в немецкую тюрьму.
В июне 1944 года дивизия «Скандербег» отправилась на масштабные манёвры в Восточную Черногорию, и в Андриевице солдатами дивизии были казнены 400 православных христиан. Дивизия участвовала в военных операциях «Эндлих» и «Фалькенауге» в июне и июле, а в ходе операции «Драуфгенгер» даже использовалась немцами как главная сила. Целями всех этих трёх операций было уничтожение позиций югославских партизан в Джаковице, Пече и на Мокра-Горе. Согласно свидетельствам Нойбахера, дивизия в начале своего обучения действовала слишком осторожно и была не готова к полномасштабным сражениям. Апофеозом жестокости со стороны дивизии к местным жителям стала резня в Велике, произошедшая 28 июля. Солдаты дивизии «Скандербег» вместе с военными отрядами националистов «Балли Комбетар» и коллаборационистской милиции из отрядов вулнетари за два часа истребили практически всё население деревни. Погибло 428 женщин, детей и стариков, а деревня была потом сожжена вместе с теми, кто ещё остался жив (впрочем, некоторые жители сумели избежать и такой смерти).
С 18 по 27 августа дивизия вела бои за город Дебар против югославских партизан, но потерпела неудачу при попытке захвата города. В конце августа немцы решили отправить дивизию с фронта обратно на охранную службу, убедившись, что от албанцев на фронте нет никакого толка, тем более к тому моменту операция уже была провалена. Одним из заданий дивизии была охрана от партизан шахт по добыче хрома, однако одна из стычек полка дивизии с югославскими партизанами закончилась тем, что он недосчитался только убитыми 1000 человек. Большая часть дивизии и вовсе разбежалась после серии нападений партизан к северо-востоку от Гусине. Группа армий «E» констатировала, что от дивизии нет никакого толка в военном смысле.
1 сентября взбунтовались находившиеся в Тетово и Гостиваре подразделения дивизии, были перебиты все германские офицеры. На тот момент дивизия насчитывала менее 7 тысяч человек — около трети от запланированной немцами численности. За два месяца службы из дивизии дезертировало 3,5 тысячи человек. Для поддержания численности Гиммлер отозвал из Греции от 3 до 4 тысяч моряков кригсмарине, однако это пополнение не смогло заметно повысить боеспособность дивизии. К началу октября 1944 года дивизия насчитывала 4,9 тысяч человек, из них лишь полторы тысячи могли воевать. Шмидтхубер с презрением относился к своим подчинённым, а неудачный опыт создания албанской дивизии и он, и его начальство списывали на недостатки албанской культуры и воинской традиции. Не столь вовлечённые в события представители вермахта позднее заявляли, что причиной неудачи стало нежелание немцев работать с албанцами на местном уровне. В середине октября дивизия была брошена в кровопролитный бой за Джаковицу, но к тому моменту из-за массового дезертирства в дивизии осталось 86 офицеров и 467 унтер-офицеров на 899 солдат. Албанцы составляли лишь половину оставшегося личного состава дивизии. 24 октября генерал-полковник Александр Лёр, командир группы армий «E», приказал немедленно разоружить всех албанских военнослужащих дивизии и распустить их по домам.
1 ноября 1944 года дивизию де-юре расформировали, однако косовские албанцы не прекратили войну на этом и вступили в открытое противостояние с югославскими партизанами. Албанцы не могли смириться с тем фактом, что после войны им не будет передано Косово, несмотря на предоставленные албанцам гарантии. Для подавления этого движения командование НОАЮ направило в Косово 30 тысяч военнослужащих. От 3 до 25 тысяч косовских албанцев стали жертвами того конфликта: албанские источники утверждают, что жертвами стали от 36 до 47 тысяч человек, однако, по мнению того же Малкольма, цифры чрезмерно завышены.

### Последствия
Остатки немецких сухопутных войск и моряков были преобразованы в полковую боевую группу «Скандербег» под командованием оберштурмбаннфюрера СС Альфреда Граафа. В середине ноября после серии поражений боевая группа покинула территорию Косово. Сербы и черногорцы принялись вымещать злость на местных албанцах, мстя им за массовые убийства и изгнания. Жертвами самосуда становились преимущественно коллаборационисты и бывшие военнослужащие дивизии. Боевая группа «Скандербег» добралась до города Любовия на реке Дрина, где была включена в состав 7-й добровольческой горнопехотной дивизии СС «Принц Евгений», охранявшей переправы через реку. Группа защищала города Зворник и Дриняча и часть города Любовия в течение первой половины 1944 года. Позже она перешла Дрину и отправилась дальше на север к городу Брчко на реке Сава, примкнув к гарнизону вермахта. В конце декабря батарея штурмовых орудий отправилась на Сремский фронт к Винковцам, а остатки боевой группы ушли в Биелину.
В январе 1945 года остатки моряков кригсмарине покинули дивизию и ушли в 32-ю добровольческую пехотную дивизию СС «30 января», а остатки всей бывшей албанской дивизии стали 2-м батальоном 14-го добровольческого горнопехотного полка в 7-й дивизии СС «Принц Евгений». 21 января 1945 Шмидтхубер был произведён в бригадефюреры СС и стал командиром 7-й горнопехотной дивизии СС (после войны его осудили как военного преступника и повесили в Белграде 27 февраля 1947 года). 2-й батальон сражался в составе 7-й дивизии СС до февраля 1945 года, защищая линию Одер—Нейсе. Батальон был расформирован в феврале 1945 года, а его военнослужащие ушли в немецкий полицейский полк Загреба.
21-я добровольческая горнопехотная дивизия СС «Скандербег» была признана крупной военной ошибкой нацистской Германии: никто из военнослужащих дивизии не был награждён Железным Крестом за время службы, да и само подразделение прославилось больше своими преступлениями против гражданского населения, чем сражениями в составе немецких войск. Однако и здесь ведутся споры: албанский историк Шабан Синани отрицает факт участия дивизии в передаче евреев немцам. По версии американского журналиста Криса Хеджеса, ряд командиров Армии освобождения Косово являются прямыми потомками солдат 21-й дивизии СС и при этом идеологически хорошо обработаны, используя лозунги и символику дивизии «Скандербег» и Третьего Рейха (это оспаривается Малкольмом).

## Командиры дивизии
- бригадефюрер СС Йозеф Фитцхум (нем. Josef Fitzhum, апрель — 1 мая 1944);
- оберфюрер СС Август Шмидхубер (нем. August Schmidhuber, 1 мая 1944 — 20 января 1945).

## Знаки отличия
На эмблеме дивизии был изображён албанский двуглавый орёл, который изображается ныне на флаге и гербе Албании. Специально для дивизии изготавливалась ещё одна нашивка с изображением шлема Скандербега, однако нет свидетельств того, что эта нашивка использовалась в СС. Существуют фотографии манжетной ленты с надписью Skanderbeg, однако её носили только солдаты 14-го добровольческого горнопехотного полка СС при 7-й дивизии СС. На униформе рядовых солдат данной дивизии изображался шеврон в виде герба Албании: чёрный двуглавый орёл на красном поле; многие из этих солдат носили вместо стандартного головного убора СС албанские народные головные уборы белого или серого цвета — фески, такыя или келеше.

## Состав дивизии
В состав дивизии входили следующие подразделения:
- 50-й добровольческий горнопехотный полк СС (1-й албанский, три батальона)
- 51-й добровольческий горнопехотный полк СС (2-й албанский, три батальона)
- 21-й добровольческий горноартиллерийский полк СС (четыре дивизиона, две батареи)
- 21-й разведывательный батальон СС (четыре роты)
- 21-й добровольческий противотанковый артиллерийский дивизион СС (три батареи)
- 21-й добровольческий сапёрный батальон СС (три роты)
- 21-й резервный батальон СС
- 21-й добровольческий батальон связи СС (три роты)
- 21-й горный отряд поддержки СС